# Torsbottnen
Torsbottnen är en sjö i Kristinehamns kommun i Värmland och ingår i Göta älvs huvudavrinningsområde. Sjön har en area på 0,205 kvadratkilometer och ligger 44 meter över havet.
Torsbottnen ligger i Nötön-Åråsviken Natura 2000-område.

## Delavrinningsområde
Torsbottnen ingår i det delavrinningsområde (655529-140095) som SMHI kallar för Rinner till Vänern - Åråsviken. Medelhöjden är 52 meter över havet och ytan är 38,9 kvadratkilometer. Det finns inga avrinningsområden uppströms utan avrinningsområdet är högsta punkten. Gullspångsälven (Liälven) som avvattnar avrinningsområdet har biflödesordning 2, vilket innebär att vattnet flödar genom totalt 2 vattendrag innan det når havet efter 222 kilometer. Avrinningsområdet består mestadels av skog (55 procent) och jordbruk (24 procent). Avrinningsområdet har 0,32 kvadratkilometer vattenytor vilket ger det en sjöprocent på 0,8 procent.